# Velika beginaža, Leuven
Velika beginaža (francosko grand beguinage de Louvaine, nizozemsko Groot Begijnhof van Leuven) je dobro ohranjena beginaža (iz francoskega izraza béguinage – arhitekturno območje za nastanitev begin, vernih žensk, ki so živele v skupnosti, ne da bi se zaobljubile Bogu ali odvrnile od sveta) in povsem obnovljena zgodovinska četrt z desetimi ulicami na jugu središča mesta Leuven v Belgiji. Okoli tri hektarje veliko območje s približno 300 stanovanji v skoraj 100 hišah je eno največjih takih območij v državah današnjega Beneluksa. Razteza se na obeh straneh reke Dijle, ki se razdeli v dva kanala in je tako nastal otok. Trije mostovi povezujejo vse dele soseske. Celotno naselje je v lasti univerze v Leuvnu in se uporablja kot kampus, zlasti za stanovanja študentov.

## Zgodovina
Videti je kot majhno mesto v večjem z zaporedjem ulic, trgov, vrtov in parkov, z desetimi hišami in samostani v tradicionalnem slogu iz opeke in peščenjaka. 
Ta skupnost za neporočene, polreligiozne ženske (begine) je nastala v začetku 13. stoletja. Najstarejši pisni viri so iz leta 1232. Latinski napis na cerkvi omenja leto 1234 kot datum ustanovitve, a je verjetno nekaj desetletij starejša. Lokalni zgodovinarji iz 16. stoletja, tudi Just Lispij, omenjajo leto ustanovitve leto
1205.
Tako kot druge skupnosti v Flandriji je tudi ta v Leuvnu imela v 13. stoletju prvo zlato dobo in težke čase med verskimi spopadi v 16. stoletju. Eden od duhovnikov te skupnosti je bil Adriaan Florensz Boeyens, duhovni učitelj mladega Karla V. in pozneje papež Hadrijan VI.
Konec 16. stoletja, še posebej po dvanajstletnem premirju leta 1621, se je začelo drugo cvetoče obdobje, ki se je končalo v zadnjem četrtletju 17. stoletja in se nadaljevalo kasneje, čeprav je postopoma nazadovalo vse do vdora protiverskih francoskih revolucionarjev. Največ žensk je tu živelo v obdobju od 1650 do 1670, ko jih je bilo 360 . Okoli leta 1700 je zaradi vojne število že padlo na 300 (vključno z devetletno vojno) in bolezni. Do sredine 18. stoletja se je število dodatno zmanjšalo na približno 250. Nenadno povečanje števila, ki mu je sledilo dolgo obdobje postopnega upadanja, pojasnjuje homogenost v arhitekturnem slogu hiš, večinoma zgrajenih v letih 1630–1670. Isti demografski razvoj je bil tudi pri drugih skupnostih, na primer v bližnjem mestu Diest ali z nekaj zamude v Lieru (kjer so hiše v povprečju pol stoletja mlajše kot v Leuvnu). Po vdoru francoskih revolucionarjev hiše v Leuvnu niso bile nacionalizirane kot  večina samostanov in opatij. Posestva skupnosti pa so bila odvzeta in dodeljena lokalni komisiji za socialno zaščito (civilne bolnišnice) in reorganizirane kot civilne ubožnice. Beginam je bilo dovoljeno še naprej živeti v hišah, proste sobe pa so najeli starejši in revni ljudje. Nekateri nekdanji duhovniki so tu živeli po upokojitvi, med njimi zadnji prior samostana v Villersu.
Zadnji duhovnik skupnosti je umrl leta 1977 v starosti 107 let. Pokopan je na premonstratenskem pokopališču Park. Zadnja begina je umrla leta 1988.

## Obnova
Po več kot 150 letih, ko je lokalna komisija skrbela za dobro počutje in so bila stanovanja naseljena z ljudmi, ki niso bili finančno sposobni vzdrževati stanovanj, je mesto leta 1960 postalo žalostno. Komisija za socialno varstvo se je odločila prodati celotno četrt. Nepremičninsko podjetje je pokazalo zanimanje, vendar je svoje načrte opustilo, ko je izvedelo, da jo želi kupiti in obnoviti univerza. Obnovila ga je katoliška univerza v Leuvnu med letoma 1964 in 1989, ko ga je leta 1962 kupila od komisije za socialno zaščito.  Obnova je potekala v dveh fazah. Večina ulic je bila obnovljena v šestdesetih in sedemdesetih letih pod nadzorom profesorja Lemaireja. Cerkev in ulica ob njej sta bili obnovljeni v osemdesetih letih. Velik obsežen obnovitveni projekt celotne četrti in v skladu z načeli Beneške listine (Beneška listina za ohranjanje in obnovo spomenikov in lokacij) je bil pomemben zagon priljubljenosti beginaž in tradicionalne arhitekture nasploh. Leta 1998 je bilo  območje vpisano na Unescov seznam svetovne dediščine.

## Arhitektura
- Glavna vhodna vrata v beginažo, Leuven
- Kanal reke Dijle
- Dve ulici v soseski
- Ozka ulica
- Pollesena gradnja
- Detajl fasade

Beginaža v Leuvnu je majhno mesto kot del večjega s hišami, načrtovanimi po mreži ozkih ulic in majhnih kvadratov. To je drugače kot v Bruggeu in Amsterdamu, kjer so hiše obrnjene proti osrednjemu dvorišču. Edina velika zelenica na levem bregu reke je nastala zaradi rušenja nekaterih hiš v 19. stoletju. Pet hiš je iz 16. stoletja, od katerih so tri predalčno leseno grajene. Hiša v Chièvresu je bila zgrajena leta 1561 po naročilu Marie van Hamal, vdove Williama de Croÿa, vojvode iz Aarschota in svetovalca cesarja Karla V. za politične zadeve. Značilna šotorasta streha s čebulastim vrhom pripada stolpoma vojvodskega gradu v Heverleeju (danes grad Arenberg).
Večina hiš je iz obdobja 1630–1670. Izdelane so bile v lokalni, tradicionalni arhitekturi, obogateni z nekaterimi treznimi, baročnimi elementi. Na fasadah so vodne rdeče opeke z okvirji za okna in vrata iz peščenjaka. Značilne so številne mansarde, pogosto izdelane s stopničastimi in okroglimi zatrepi.
Mnoge hiše imajo nenavadno malo oken, in to majhnih. Begine so bile navdušene nad svojo zasebnostjo. Hiše z velikimi okni v pritličju so se skrivale z dodatno steno, kot je še vedno pri drugih vrstah hiš.
Nekaj hiš je bilo zamenjanih ali zgrajenih v 19. stoletju, a veliko manj kot v drugih skupnostih, na primer v Lieru.
Cerkev je zgodnjegotska bazilika z romanskimi elementi. Nima stolpa, samo konico, kar je bilo običajno v ženskih skupnostih. Od leta 1998 ima ta konica (flèche) majhen kariljon, ki vsake pol ure igra melodijo. Severni vhod v cerkev ima dva latinska napisa z letnico ustanovitve skupnosti (1234 – anno domini MCCXXXIIII curia incepit) in cerkve (1305). Vzhodni del cerkve ima presenetljivo visoko okno iz 14. stoletja, katerega zgornji del osvetljuje podstrešje nad atiko, in je bilo narejeno v 17. stoletju. Notranjost je široka 27 metrov (najširša cerkev v mestu), ima glavno in dve stranski ladji iz desetih obokov, dnevna svetloba je stalna. Na arkadah, ki ločujejo glavno in stranske ladje, so kipi dvanajstih apostolov, Marije in svetega Jožefa s svetim otrokom. Kipi kot tudi večina drugih umetniških del so baročni. Poudarjeni so z umetnimi odtenki v črni barvi za njimi. Obnova v osemdesetih letih je razkrila freske iz 14. stoletja.

## Ten Hove in Aborg
Ime ene od četrti Ten Hove (hof = dvorišče) in staro ime levega rečnega brega (Aborg = Vetus Castellum = stari grad) se verjetno nanašata na starejše naselje, morda na dvor prve gospode Leuvna. Morda je bilo to polje, na katerem je potekala bitka pri Leuvnu. Leta 891 je avstrijski cesar Arnulf Koroški preprečil vdor Vikingov, a ni trdnega dokaza za to, zato nekateri  zanikajo, da je bila bitka tu.